# 何椿霖
何椿霖（1933年8月—），江苏无锡人。中华人民共和国政治人物。

## 生平
早年毕业于东北农学院农业机械系农业生产机械化专业，后进入中国农业科学院农业机械化研究所工作、第一机械工业部农业机械研究所。1980年，担任农业机械部办公厅负责人兼调研室主任。1982年，改任国务院办公厅特区工作组组长、主任。1988年，担任国务院副秘书长。1998年3月，第九届全国人大第一次会议上，他当选全国人民代表大会常务委员会秘书长，此后改任全国人民代表大会常务委员会代表资格审查委员会主任。